# 순천매산여자고등학교
순천매산여자고등학교(順川梅山女子高等學校)는 대한민국 전라남도 순천시 매곡동에 있는 사립 고등학교이다.

## 학교 연혁
- 1910년 4월 1일 : 미국 남장로회 선교사 변요한(John.F.Preston), 고라복(Robert coit) 목사에 의해 순천시 금곡동 사숙에서 개교
- 1921년 4월 15일 : 매산여학교 설립, 개교 백미다(Miss. M. L Bigger) 선교사 초대 교장 취임
- 1937년 9월 1일 : 일제 신사 참배 강요로 불복하고 자진 폐교
- 1946년 9월 3일 : 조국 광복으로 조선 예수교 장로회 순천노회에서 매산중학교로 복교(남녀공학)
- 1946년 9월 3일 : 고려위 박사 교장 취임
- 1950년 5월 7일 : 순천매산중학교와 은성고등학교로 분리(남녀공학)
- 1956년 8월 3일 : 순천매산고등학교로 개명
- 1984년 3월 7일 : 순천매산여자고등학교로 분리, 김홍규 장로 교장 취임
- 1987년 2월 9일 : 제36회(여고 제1회) 졸업식
- 2023년 2월 9일 : 제72회(여고 37회) 졸업식 졸업생 209명(총 15,389명)
- 2023년 9월 7일 : 제22대 조상균 장로 교장 취임

## 참고 자료
- 순천매산여자고등학교 - 한국교육학술정보원 학교알리미